# 마티 디오프
마티 디오프(프랑스어: Mati Diop, 1982년 6월 22일 ~ )는 프랑스의 영화 감독, 배우이다. 세네갈 출신 부모에게서 태어났다. 세네갈 청년 문제를 다룬 첫 장편 연출작 《애틀랜틱스》로 칸 영화제 그랑프리를 수상했다. 그녀는 칸 영화제 경쟁 부문에 진출한 최초의 흑인 여성 감독이다. 다큐멘터리 영화 《다호메이》를 통해 제74회(2024년) 베를린 영화제 황금곰상을 수상했다.

## 출연 작품
- 다호메이 (2024)
- 애틀란틱스 (2019)
- 허미아와 헬레나 (2016)
- 천 개의 태양 (2013)
- 포트 뷰캐넌 (2012)
- 빅 인 베트남 (2012)
- 사이먼 킬러 (2012)
- 스노우 캐논 (2011)
- 아틀란티크 (2009)
- 35 럼 샷 (2008)